# حوزه انتخابیه سوم پنسیلوانیا
حوزه انتخابیه سوم پنسیلوانیا یک حوزه انتخابیه مجلس نمایندگان آمریکا است که در ایالت پنسیلوانیا قرار دارد.